# الغزو الفرنسي المدبر ضد بريطانيا (1708)
خُطط للغزو الفرنسي لبريطانيا والمعروف أيضًا باسم «أونتريبريس ديكوس» في عام 1708، أثناء حرب الخلافة الإسبانية. خطط الفرنسيون لإنزال 5- 6 آلاف جندي في شمال شرق اسكتلندا لدعم انتفاضة اليعاقبة المحلية، التي من شأنها أن تعيد عرش بريطانيا العظمى إلى جيمس فرانسيس إدوارد ستيوارت.
وصل أسطول القائد الفرنسي كلود دو فوربين من القراصنة الصغار المفوضين إلى اسكتلندا في مارس من عام 1708، على الرغم من أنه قد حذر من محدودية فرص الهروب من البحرية الملكية البريطانية لفترة كافية لإنزال قواته. لم يتمكن كلود دو فوربين من إنزال قواته -كما توقع- وعاد إلى الوطن، بعد معاناته للهروب من القوة البحرية البريطانية التي لحقت به.
عكست هذه المحاولات تباينًا جوهريًا ومستمرًا في الأهداف؛ أراد أتباع ستيوارت استعادة العرش، في حين اعتبرهم الفرنسيون مجرد طريقة بسيطة ومنخفضة التكلفة لاستهلاك الموارد البريطانية. استُدعيت القوات من أيرلندا وجنوب إنجلترا من أجل اللحاق بدو فوربين الذي شغل معظم البحرية الملكية البريطانية بمطاردته. عد الفرنسيون هذه الحملة ناجحة، على الرغم من فشل حركة اليعاقبة.

## خلفية
سحب لويس الرابع عشر دعمه لجيمس الثاني المنفي بموجب معاهدة ريسويك لعام 1697، واعترف بويليام الثالث كملك شرعي. ومع ذلك، رجع لويس الرابع عشر عن كلمته بعد وفاة جيمس في 16 سبتمبر من عام 1701، وأعلن ابنه جيمس فرانسيس إدوارد ستيوارت ملكًا لإنجلترا واسكتلندا. بدأت حرب الخلافة الإسبانية بعد فترة وجيزة من ذلك، وتوفي ويليام في مارس من عام 1702، وخلفته ابنة جيمس البروتستانتية آن، وكانت آخر الملوك المنحدرين من ستيوارت.
وصلت الحرب إلى طريق مسدود بحلول نهاية عام 1707. لم يتمكن الحلفاء من كسر دفاعات الحدود الفرنسية أو حتى وضع مرشحهم على العرش الإسباني على الرغم من الانتصارات في فلاندر. حاول الجانبان استغلال النزاعات الداخلية لكسر الجمود. دعمت بريطانيا متمردي كاميسارد في جنوب غرب فرنسا، في حين استغل الفرنسيون حركة اليعاقبة لنفس الهدف.
استطاع ناثانيال هوك –المتحدث باسم حركة اليعاقبة- إقناع الملك لويس بوجود فرصة لبدء انتفاضة اسكتلندية من شأنها استقطاب القوات البريطانية من أوروبا. لم يحظ قانونا الاتحاد لعام 1707 بشعبية كبيرة في اسكتلندا، بينما تسبب القراصنة المفوضون الفرنسيون بخسائر فادحة في مجال التجارة البحرية، وصناعة الصيد الساحلي. لم تكن حماية الشحن الاسكتلندية أولويةً بالنسبة للبحرية الملكية البريطانية، التي لطالما طُلب منها مرافقة القوافل التجارية. 
زار هوك اسكتلندا في عام 1707 والتقى بمؤيدين مثل إيرل إيرول، بينما قدم اليعقوبي العجوز توماس بوشان تقارير عن القواعد في فورت ويليام وإنفرنيس. رفض كبار النبلاء مثل دوقات آثول وهاملتون الامتثال، الأمر الذي يمكن عزوه جزئيًا إلى محاولة سيمون فريزر - لورد لوفات لاحقًا - لتوريطهم في مؤامرة اليعاقبة كجزء من نزاع شخصي في عام 1703. ومع ذلك، حصل هوك على خطاب دعم موقع من إيرل بانمور وستة إيرلات آخرين، وعدوه فيه بخمسة وعشرين ألف رجل، وطلبوا منه ثمانية آلاف جندي فرنسي، وأسلحةً، ومالًا، ومدفعيةً، وذخيرةً و«ضباطًا من رتبة رائد وملازم ورقيب» لتأديب «الجيش الإسكتلندي».
بالإضافة إلى ذلك، ادعى جون كير المشيخي اليعقوبي المزعوم دعم بعض المشيخيين الراديكاليين أو الكاميرونيين لستيوارت لأنهم «مقتنعين (أن الاتحاد) سيجلب عددًا لا حصر له من المصائب على هذه الأمة، وسيجعل من الاسكتلنديين عبيدًا للإنجليز». تُعزى تلك القناعة إلى أنهم اعتبروا الاتحاد تهديدًا للكنيسة المشيخية في اسكتلندا، على الرغم من وجود الدين البروتستانتي وقانون الكنيسة المشيخية. كان كير وكيلًا للحكومة وتمثل دوره في إقناع الكاميرونيون –الذين بدؤوا في التفكير بالاتحاد كخيار -بعدم القبول بذلك.
قرر لويس وجود الدعم الكافي لبدء التخطيط لغزو بريطانيا في نوفمبر من عام 1707؛ أشرف كونت دي بونتشارترين على التخطيط، كما شارك في محاولات سابقة في عامي 1692 و1696. عُين كلود دي فوربين قائدًا للأسطول البحري، في حين عُين كونت دي غاسي مسؤولًا عن قوة الإنزال.

## تداعيات الحرب
تعكس التصورات المتفاوتة حول قيمة الحملة العسكرية اختلافًا جوهريًا بين أهداف فرنسا وحلفائها اليعاقبة. أراد أتباع ستيوارت استعادة العرش، في حين اعتبرهم الفرنسيون مجرد طريقة بسيطة ومنخفضة التكلفة لاستهلاك الموارد البريطانية، ولكن لم تكن لتتغير حقيقة التهديد الذي مثله التوسع البريطاني حتى ولو استعاد ستيوارت العرش.
مثلت محاولة عام 1708 ردًا على الوضع العسكري الرهيب الذي واجهته فرنسا نتيجة انتصارات جون تشرشل دوق مارلبورو الأول في فلاندر. شغلت الحملة عناصرًا عديدةً من البحرية البريطانية والهولندية لعدة أشهر، وأُمر بينغ بالبقاء في اسكتلندا حتى بعد هزيمة الحملة، بسبب استدعاء القوات من أيرلندا وجنوب إنجلترا. استعاد جيش فرنسي قوامه 110 آلاف جندي السيطرة على أجزاء كبيرة من الأراضي المنخفضة الإسبانية، قبل هزيمتهم في أودينارد في 11 يوليو وطردهم من جديد.
حققت الحملة هدفها قصير المدى على الرغم من هزيمة فرنسا المطلقة، لكنها ساعدت حزب الأحرار البريطاني المؤيد للحرب على الحصول على أغلبية الأصوات في الانتخابات العامة في مايو من عام 1708، وهي أول انتخابات أجريت بعد الاتحاد. أُلحق الضرر باليعاقبة أيضًا، بعد فشلهم في بدء تمرد فعال في اسكتلندا، على الرغم من المعارضة الشعبية للاتحاد. خلص هوك في استعراضه العام للوضع السياسي إلى أن «البلاد تبدو وكأنها عازمة تمامًا على السلام». 